# Austrolimnophila (Austrolimnophila) phantasma
Austrolimnophila (Austrolimnophila) phantasma is een tweevleugelige uit de familie steltmuggen (Limoniidae). De soort komt voor in het Afrotropisch gebied.